# Lijst van rijksmonumenten in Vianen (plaats)
De stad Vianen telt 163 inschrijvingen in het rijksmonumentenregister. Hieronder een overzicht.
| Object | Oorspronkelijke functie?  | Bouwjaar                                                      | Architect      | Locatie                                    | Coördinaten?                 | Nr.?   | Afbeelding |
| --- | ------------------------- | ------------------------------------------------------------- | -------------- | ------------------------------------------ | ---------------------------- | ------ | --- |
| Stadhuis van Vianen | Bestuursgebouw en onderdl | midden 15e eeuw                                               |                | Voorstraat 30                              | 51° 59' 42" NB, 5° 5' 34" OL | 36311  | Meer afbeeldingen |
| Pand onder een dak met het nr 36 | Woonhuis                  | 16e eeuw                                                      |                | Achterstraat 34                            | 51° 59' 38" NB, 5° 5' 28" OL | 37245  | Pand onder een dak met het nr 36                                                                                      |
| Huis met zadeldak en gepleisterde lijstgevel | Woonhuis                  | 16e eeuw                                                      |                | Achterstraat 36                            | 51° 59' 38" NB, 5° 5' 28" OL | 37246  | Huis met zadeldak en gepleisterde lijstgevel                                                                          |
| Breed pand met zadeldak, rechts tegen trapgevel | Woonhuis                  | mogelijk 16e eeuw                                             |                | Achterstraat 38                            | 51° 59' 38" NB, 5° 5' 28" OL | 37247  | Meer afbeeldingen |
| Pand met trapgevel waarin geprofileerde waterlijsten, ontlastingsboog, sierankers en toppilaster op gebeeldhouwde kop                                         | Woonhuis                  | eerste helft 17e eeuw                                         |                | Achterstraat 69                            | 51° 59' 36" NB, 5° 5' 30" OL | 37248  | Meer afbeeldingen |
| Hoog huis onder zadeldak dat aan de zuidzijde eindigt in een trapgevel met ezelstukken                                                                        | Boerderij                 | mogelijk 16e eeuw                                             |                | Achterstraat 86                            | 51° 59' 33" NB, 5° 5' 30" OL | 37249  | Meer afbeeldingen |
| Hoog huis onder zadeldak, aan de noordzijde eindigend als schilddak                                                                                           | Woonhuis                  | mogelijk 16e eeuw                                             |                | Achterstraat 88                            | 51° 59' 33" NB, 5° 5' 30" OL | 37250  | Meer afbeeldingen |
| Voormalige Synagoge | Kerk en kerkonderdeel     | ca. 1756                                                      |                | Bakkerstraat 8                             | 51° 59' 36" NB, 5° 5' 30" OL | 37251  | Meer afbeeldingen |
| Langwerpig huis met gepleisterde gevels onder afgewolfd zadeldak. Hoekpand Julianastraat.                                                                     | Woonhuis                  | eerste helft 19e eeuw                                         |                | Buitenlandpoort 1                          | 51° 59' 30" NB, 5° 5' 34" OL | 37252  | Meer afbeeldingen |
| Kapel, verbouwd tot boerderij | Kapel                     | late middeleeuwen (kap, muurwerk, koorsluiting en steunberen) |                | Helsdingse Achterweg 9                     | 51° 58' 46" NB, 5° 4' 23" OL | 37253  | [[Bestand:\|100x100px\|center\|border\|Kapel, verbouwd tot boerderij]]                                                |
| Stal met hoog zadeldak, waarin hijsluik | Woonhuis                  |                                                               |                | Hofplein 30                                | 51° 59' 42" NB, 5° 5' 20" OL | 37254  | Meer afbeeldingen |
| Dwarshuis van alleen beganegrond met empire-ramen en deurpartij met bovenlicht                                                                                | Woonhuis                  | midden 19e eeuw                                               |                | Hofplein 32                                | 51° 59' 42" NB, 5° 5' 20" OL | 37255  | Dwarshuis van alleen beganegrond met empire-ramen en deurpartij met bovenlicht                                        |
| Huisje van alleen begane grond met gewitte gevel | Woonhuis                  |                                                               |                | Hofplein 36                                | 51° 59' 42" NB, 5° 5' 19" OL | 37256  | Meer afbeeldingen |
| Aansluitend bij Buitenlandpoort 1 een eenvoudige lijstgevel voor huis met schilddak                                                                           | Onderdeel woningen e.d.   | derde kwart 19e eeuw                                          |                | Prinses Julianastraat 1                    | 51° 59' 31" NB, 5° 5' 34" OL | 37257  | Meer afbeeldingen |
| Waag | Handel en kantoor         |                                                               |                | Kerkstraat 2                               | 51° 59' 43" NB, 5° 5' 36" OL | 37258  | Meer afbeeldingen |
| Pand met rechthoekige plattegrond, onder schilddak waarvoor in 1880 een nieuwe bakstenen gevel met rechte lijst geplaatst is                                  | Woonhuis                  | 1880 (gevel en lijst)                                         |                | Kerkstraat 10                              | 51° 59' 42" NB, 5° 5' 36" OL | 37259  | Meer afbeeldingen |
| Patriciershuis van parterre en hoge verdieping onder een schilddak met het buurnummer 66                                                                      | Woonhuis                  | ca. 1800                                                      |                | Kerkstraat 62                              | 51° 59' 36" NB, 5° 5' 39" OL | 37260  | Meer afbeeldingen |
| Patriciershuis van parterre en hoge verdieping onder een schilddak met het buurnummer 62-64                                                                   | Woonhuis                  | ca. 1800                                                      |                | Kerkstraat 66                              | 51° 59' 36" NB, 5° 5' 39" OL | 37261  | Meer afbeeldingen |
| In het pand of op de grens van het erf bevindende stadsmuur(resten)                                                                                           | Omwalling                 |                                                               |                | Klooster tegenover 18                      | 51° 59' 32" NB, 5° 5' 41" OL | 37262  | In het pand of op de grens van het erf bevindende stadsmuur(resten)                                                   |
| In het pand of op de grens van het erf bevindende stadsmuur(resten)                                                                                           | Omwalling                 |                                                               |                | Klooster tegenover 18                      | 51° 59' 32" NB, 5° 5' 42" OL | 37263  | In het pand of op de grens van het erf bevindende stadsmuur(resten)                                                   |
| In het pand of op de grens van het erf bevindende stadsmuur(resten)                                                                                           | Omwalling                 |                                                               |                | Klooster tegenover 18                      | 51° 59' 32" NB, 5° 5' 42" OL | 37264  | In het pand of op de grens van het erf bevindende stadsmuur(resten)                                                   |
| In het pand of op de grens van het erf bevindende stadsmuur(resten)                                                                                           | Omwalling                 |                                                               |                | Klooster tegenover 18                      | 51° 59' 32" NB, 5° 5' 42" OL | 37265  | In het pand of op de grens van het erf bevindende stadsmuur(resten)                                                   |
| In het pand of op de grens van het erf bevindende stadsmuur(resten)                                                                                           | Omwalling                 |                                                               |                | Korte Kerkstraat 3                         | 51° 59' 34" NB, 5° 5' 38" OL | 37266  | Meer afbeeldingen |
| Deftig huis ter breedte van vijf vensters en ter diepte van drie vakken                                                                                       | Woonhuis                  | derde kwart 19e eeuw                                          |                | Korte Kerkstraat 3                         | 51° 59' 34" NB, 5° 5' 38" OL | 37267  | Deftig huis ter breedte van vijf vensters en ter diepte van drie vakken                                               |
| Huisje van alleen begane-grond met zolderverdieping en hoog zadeldak                                                                                          | Woonhuis                  | 16e/19e eeuw                                                  |                | Korte Kerkstraat 5                         | 51° 59' 34" NB, 5° 5' 39" OL | 37268  | Meer afbeeldingen |
| Huisje van begane-grond met zadeldak, rechts tegen trapgevel                                                                                                  | Woonhuis                  | 16e eeuw                                                      |                | Korte Kerkstraat 7                         | 51° 59' 34" NB, 5° 5' 39" OL | 37269  | Meer afbeeldingen |
| In het pand of op de grens van het erf bevindende stadsmuur(resten)                                                                                           | Omwalling                 |                                                               |                | Kortendijk 1                               | 51° 59' 45" NB, 5° 5' 29" OL | 37270  | In het pand of op de grens van het erf bevindende stadsmuur(resten)                                                   |
| Huis met eenvoudige lijstgevel met deuromlijsting door pilasters en in de verdieping schuiframen                                                              | Woonhuis                  | midden 19e eeuw                                               |                | Kortendijk 3                               | 51° 59' 44" NB, 5° 5' 29" OL | 37271  | Meer afbeeldingen |
| In het pand of op de grens van het erf bevindende stadsmuur(resten)                                                                                           | Omwalling                 |                                                               |                | Kortendijk 3                               | 51° 59' 44" NB, 5° 5' 29" OL | 37272  | Meer afbeeldingen |
| Huis met hoge trapgevel met in de ontlastingsbogen gebeeldhouwde blokken, geprofileerde waterlijst en dekplaten op de trappen en toppilaster op maskerconsole | Woonhuis                  | tweede kwart 17e eeuw                                         |                | Kortendijk 5                               | 51° 59' 44" NB, 5° 5' 28" OL | 37273  | Meer afbeeldingen |
| In het pand of op de grens van het erf bevindende stadsmuur(resten)                                                                                           | Omwalling                 |                                                               |                | Kortendijk 5                               | 51° 59' 44" NB, 5° 5' 28" OL | 37274  | In het pand of op de grens van het erf bevindende stadsmuur(resten)                                                   |
| Pand met lijstgevel van vroeg-19e-eeuws karakter | Werk-woonhuis             | 19e eeuw                                                      |                | Kortendijk 6                               | 51° 59' 44" NB, 5° 5' 29" OL | 37275  | Meer afbeeldingen |
| In het pand of op de grens van het erf bevindende stadsmuur(resten)                                                                                           | Omwalling                 |                                                               |                | Kortendijk 7                               | 51° 59' 44" NB, 5° 5' 28" OL | 37276  | Upload foto |
| Huis met gepleisterde gevel, waarin sierankers, onder kroonlijst                                                                                              | Werk-woonhuis             | 17e eeuw                                                      |                | Kortendijk 8                               | 51° 59' 44" NB, 5° 5' 28" OL | 37277  | Meer afbeeldingen |
| Dwarshuis van alleen parterre met zadeldak, waarin dakvenster                                                                                                 | Woonhuis                  | 18e/19e eeuw                                                  |                | Kortendijk 9                               | 51° 59' 44" NB, 5° 5' 28" OL | 37278  | Meer afbeeldingen |
| In het pand of op de grens van het erf bevindende stadsmuur(resten)                                                                                           | Omwalling                 |                                                               |                | Kortendijk 9                               | 51° 59' 45" NB, 5° 5' 27" OL | 37279  | In het pand of op de grens van het erf bevindende stadsmuur(resten)                                                   |
| Vroeg-19e-eeuws pand met lijstgevel | Woonhuis                  | midden 19e eeuw                                               |                | Kortendijk 10                              | 51° 59' 44" NB, 5° 5' 28" OL | 37280  | Vroeg-19e-eeuws pand met lijstgevel                                                                                   |
| Huis met trapgevel met boven pui een fries van metselwerk, op trappen geprofileerde dekplaten, toppilaster met maskerconsole en sierankers                    | Bedrijfs-,fabriekswoning  | 17e eeuw                                                      |                | Langendijk 3                               | 51° 59' 45" NB, 5° 5' 33" OL | 37281  | Meer afbeeldingen |
| Huis met schilddak en gevel onder rechte lijst met sierankers                                                                                                 | Woonhuis                  |                                                               |                | Langendijk 15                              | 51° 59' 45" NB, 5° 5' 35" OL | 37282  | Huis met schilddak en gevel onder rechte lijst met sierankers                                                         |
| Gepleisterde lijstgevel voor huis met hoog zadeldak | Woonhuis                  | mogelijk eerste helft 19e eeuw                                |                | Langendijk 55                              | 51° 59' 46" NB, 5° 5' 43" OL | 37283  | Meer afbeeldingen |
| Hoekpand met schilddak en gepleisterde lijstgevels | Werk-woonhuis             | mogelijk 18e eeuw                                             |                | Langendijk 2                               | 51° 59' 45" NB, 5° 5' 31" OL | 37284  | Meer afbeeldingen |
| In het pand of op de grens van het erf bevindende stadsmuur(resten)                                                                                           | Fort, vesting en -onderdl |                                                               |                | Langendijk 6                               | 51° 59' 45" NB, 5° 5' 32" OL | 37285  | In het pand of op de grens van het erf bevindende stadsmuur(resten)                                                   |
| Patriciershuis met schilddak | Woonhuis                  | 19e eeuw                                                      |                | Langendijk 6                               | 51° 59' 45" NB, 5° 5' 32" OL | 37286  | Meer afbeeldingen |
| Dwarshuis met zadeldak tussen trapgevels | Woonhuis                  | 17e/18e eeuw                                                  |                | Langendijk 14                              | 51° 59' 45" NB, 5° 5' 33" OL | 37287  | Meer afbeeldingen |
| Dwarshuis van alleen parterre met zadeldak, rechts tegen trapgevel                                                                                            | Woonhuis                  | 17e eeuw                                                      |                | Langendijk 18                              | 51° 59' 45" NB, 5° 5' 34" OL | 37288  | Meer afbeeldingen |
| In het pand of op de grens van het erf bevindende stadsmuur(resten)                                                                                           | Omwalling                 |                                                               |                | Langendijk bij 26                          | 51° 59' 46" NB, 5° 5' 35" OL | 37289  | In het pand of op de grens van het erf bevindende stadsmuur(resten)                                                   |
| In het pand of op de grens van het erf bevindende stadsmuur(resten)                                                                                           | Omwalling                 |                                                               |                | Langendijk 28                              | 51° 59' 46" NB, 5° 5' 36" OL | 37290  | Meer afbeeldingen |
| Dwarshuis van alleen parterre met zadeldak, waarin drie dakvensters met vleugelstukken                                                                        | Woonhuis                  | 18e eeuw                                                      |                | Langendijk 30                              | 51° 59' 46" NB, 5° 5' 36" OL | 37291  | Meer afbeeldingen |
| Pand van begane-grond met hoog zadeldak | Woonhuis                  | 17e eeuw (oorsprong)                                          |                | Langendijk 54                              | 51° 59' 46" NB, 5° 5' 40" OL | 37292  | Meer afbeeldingen |
| Hoog huis | Woonhuis                  | 18e/19e eeuw                                                  |                | Langendijk 56                              | 51° 59' 46" NB, 5° 5' 41" OL | 37293  | Meer afbeeldingen |
| Huis met in de gevel geblokte ontlastingsbogen en in de verdieping schuiframen                                                                                | Woonhuis                  | 17e/19e eeuw                                                  |                | Lombardstraat 10                           | 51° 59' 41" NB, 5° 5' 29" OL | 37294  | Huis met in de gevel geblokte ontlastingsbogen en in de verdieping schuiframen                                        |
| Dwarshuis met zadeldak en gepleisterde gevel met muurankers. Restanten stadsmuur.                                                                             | Omwalling                 | mogelijk 17e eeuw                                             |                | Molenstraat 3                              | 51° 59' 32" NB, 5° 5' 34" OL | 37295  | Meer afbeeldingen |
| Pand met hoog zadeldak tussen puntgevels | Omwalling                 |                                                               |                | Molenstraat 5                              | 51° 59' 32" NB, 5° 5' 34" OL | 37296  | Meer afbeeldingen |
| In het pand of op de grens van het erf bevindende stadsmuur(resten)                                                                                           | Omwalling                 |                                                               |                | Molenstraat 9                              | 51° 59' 32" NB, 5° 5' 33" OL | 37297  | Upload foto |
| In het pand of op de grens van het erf bevindende stadsmuur(resten)                                                                                           | Omwalling                 |                                                               |                | Molenstraat 11                             | 51° 59' 32" NB, 5° 5' 33" OL | 37298  | Upload foto |
| In het pand of op de grens van het erf bevindende stadsmuur(resten)                                                                                           | Omwalling                 |                                                               |                | Molenstraat 15                             | 51° 59' 32" NB, 5° 5' 32" OL | 37299  | Meer afbeeldingen |
| In het pand of op de grens van het erf bevindende stadsmuur(resten)                                                                                           | Omwalling                 |                                                               |                | Molenstraat 17                             | 51° 59' 32" NB, 5° 5' 32" OL | 37300  | Upload foto |
| In het pand of op de grens van het erf bevindende stadsmuur(resten)                                                                                           | Omwalling                 |                                                               |                | Molenstraat 19                             | 51° 59' 32" NB, 5° 5' 32" OL | 37301  | Upload foto |
| In het pand of op de grens van het erf bevindende stadsmuur(resten)                                                                                           | Omwalling                 |                                                               |                | Molenstraat 21                             | 51° 59' 32" NB, 5° 5' 32" OL | 37302  | Upload foto |
| In het pand of op de grens van het erf bevindende stadsmuur(resten)                                                                                           | Omwalling                 |                                                               |                | Molenstraat 23                             | 51° 59' 32" NB, 5° 5' 32" OL | 37303  | Upload foto |
| In het pand of op de grens van het erf bevindende stadsmuur(resten)                                                                                           | Omwalling                 |                                                               |                | Molenstraat bij 23                         | 51° 59' 32" NB, 5° 5' 31" OL | 37304  | Upload foto |
| In het pand of op de grens van het erf bevindende stadsmuur(resten)                                                                                           | Omwalling                 |                                                               |                | Molenstraat 25                             | 51° 59' 32" NB, 5° 5' 31" OL | 37305  | Meer afbeeldingen |
| In het pand of op de grens van het erf bevindende stadsmuur(resten)                                                                                           | Omwalling                 |                                                               |                | Molenstraat 27                             | 51° 59' 32" NB, 5° 5' 31" OL | 37306  | Meer afbeeldingen |
| In het pand of op de grens van het erf bevindende stadsmuur(resten)                                                                                           | Omwalling                 |                                                               |                | Molenstraat 29                             | 51° 59' 32" NB, 5° 5' 30" OL | 37307  | In het pand of op de grens van het erf bevindende stadsmuur(resten)                                                   |
| In het pand of op de grens van het erf bevindende stadsmuur(resten)                                                                                           | Omwalling                 |                                                               |                | Molenstraat 35                             | 51° 59' 32" NB, 5° 5' 30" OL | 37308  | In het pand of op de grens van het erf bevindende stadsmuur(resten)                                                   |
| In het pand of op de grens van het erf bevindende stadsmuur(resten)                                                                                           | Omwalling                 |                                                               |                | Molenstraat 37                             | 51° 59' 32" NB, 5° 5' 29" OL | 37309  | In het pand of op de grens van het erf bevindende stadsmuur(resten)                                                   |
| In het pand of op de grens van het erf bevindende stadsmuur(resten)                                                                                           | Omwalling                 |                                                               |                | Molenstraat 43                             | 51° 59' 32" NB, 5° 5' 28" OL | 37310  | In het pand of op de grens van het erf bevindende stadsmuur(resten)                                                   |
| In het pand of op de grens van het erf bevindende stadsmuur(resten)                                                                                           | Omwalling                 |                                                               |                | Molenstraat 45                             | 51° 59' 32" NB, 5° 5' 27" OL | 37311  | In het pand of op de grens van het erf bevindende stadsmuur(resten)                                                   |
| In het pand of op de grens van het erf bevindende stadsmuur(resten)                                                                                           | Omwalling                 |                                                               |                | Molenstraat 53                             | 51° 59' 32" NB, 5° 5' 26" OL | 37312  | In het pand of op de grens van het erf bevindende stadsmuur(resten)                                                   |
| In het pand of op de grens van het erf bevindende stadsmuur(resten)                                                                                           | Omwalling                 |                                                               |                | Molenstraat bij 53                         | 51° 59' 32" NB, 5° 5' 26" OL | 37313  | In het pand of op de grens van het erf bevindende stadsmuur(resten)                                                   |
| In het pand of op de grens van het erf bevindende stadsmuur(resten)                                                                                           | Omwalling                 |                                                               |                | Molenstraat 57                             | 51° 59' 32" NB, 5° 5' 24" OL | 37314  | Meer afbeeldingen |
| Schuur met hoge, gepleisterde puntgevel | Opslag                    |                                                               |                | Valkenstraat 3                             | 51° 59' 43" NB, 5° 5' 36" OL | 37315  | Meer afbeeldingen |
| Huisje van alleen parterre met zadeldak | Woonhuis                  | mogelijk 18e eeuw                                             |                | Valkenstraat 11                            | 51° 59' 43" NB, 5° 5' 38" OL | 37316  | Meer afbeeldingen |
| Pand met in oude trant vernieuwde voorgevel en hoog zadeldak                                                                                                  | Boerderij                 | 16e eeuw (oorsprong)                                          |                | Valkenstraat 20                            | 51° 59' 43" NB, 5° 5' 39" OL | 37317  | Meer afbeeldingen |
| Hoekpand met zadeldak tussen trapgevels | Boerderij                 | 16e-18e eeuw                                                  |                | Valkenstraat 22                            | 51° 59' 43" NB, 5° 5' 40" OL | 37318  | Meer afbeeldingen |
| Woonhuis met zadeldak, grenzend aan de lekpoort | Woonhuis                  | laatste kwart 18e eeuw                                        |                | Voorstraat 1                               | 51° 59' 45" NB, 5° 5' 30" OL | 37319  | Meer afbeeldingen |
| Hoekpand met gecemente lijstgevels en schilddak met hoekschoorstenen en dakkapellen met vleugelstukken                                                        | Werk-woonhuis             | 17e-18e eeuw                                                  |                | Voorstraat 3                               | 51° 59' 45" NB, 5° 5' 30" OL | 37320  | Meer afbeeldingen |
| Pand ter breedte van vijf vensterassen onder zadeldak | Werk-woonhuis             | ca. 1800                                                      |                | Voorstraat 9                               | 51° 59' 44" NB, 5° 5' 30" OL | 37321  | Meer afbeeldingen |
| Huis met trapgevel met ontlastingsbogen, waterlijsten, toppilaster, alles in baksteen                                                                         | Werk-woonhuis             | 17e/18e/19e eeuw                                              |                | Voorstraat 11                              | 51° 59' 44" NB, 5° 5' 30" OL | 37322  | Meer afbeeldingen |
| Lijstgevel met mezzanino en in de verdieping empire-ramen | Woonhuis                  | 18e eeuw                                                      |                | Voorstraat 13                              | 51° 59' 44" NB, 5° 5' 30" OL | 37323  | Meer afbeeldingen |
| Statig pand met hoog zadeldak | Werk-woonhuis             | eerste helft 19e eeuw                                         |                | Voorstraat 15                              | 51° 59' 43" NB, 5° 5' 31" OL | 37324  | Meer afbeeldingen |
| Lijstgeveltje onder oude lijst | Woonhuis                  | derde kwart 19e eeuw                                          |                | Voorstraat 17                              | 51° 59' 43" NB, 5° 5' 30" OL | 37325  | Meer afbeeldingen |
| Hoekpand met gepleisterde gevel onder rechte lijst | Woonhuis                  | 17e/19e eeuw                                                  |                | Voorstraat 31                              | 51° 59' 41" NB, 5° 5' 31" OL | 37326  | Meer afbeeldingen |
| Pand onder hoog zadeldak, waarin dakvenster met vleugelstukken                                                                                                | Woonhuis                  | eerste helft 19e eeuw                                         |                | Voorstraat 33                              | 51° 59' 41" NB, 5° 5' 31" OL | 37327  | Meer afbeeldingen |
| Huis onder hoog dak | Werk-woonhuis             | 17e of 18e eeuw                                               |                | Voorstraat 35                              | 51° 59' 41" NB, 5° 5' 31" OL | 37328  | Huis onder hoog dak                                                                                                   |
| Huis met gevel met stucversieringen en vensters met afgeronde hoeken in geprofileerde omlijstingen                                                            | Werk-woonhuis             | derde kwart 19e eeuw                                          |                | Voorstraat 37                              | 51° 59' 41" NB, 5° 5' 31" OL | 37329  | Meer afbeeldingen |
| Huis onder hoog zadeldak, waarin dakvenster met vleugelstukken                                                                                                | Woonhuis                  | 18e/19e eeuw                                                  |                | Voorstraat 39                              | 51° 59' 41" NB, 5° 5' 31" OL | 37330  | Meer afbeeldingen |
| Huis met lijstgevel | Woonhuis                  | tweede helft 18e eeuw                                         |                | Voorstraat 41                              | 51° 59' 40" NB, 5° 5' 31" OL | 37331  | Meer afbeeldingen |
| Huis met eenvoudige lijstgevel | Woonhuis                  | tweede helft 19e eeuw                                         |                | Voorstraat 43                              | 51° 59' 40" NB, 5° 5' 31" OL | 37332  | Huis met eenvoudige lijstgevel                                                                                        |
| Huis met hoog zadeldak, waarop hoekschoorstenen | Woonhuis                  | 18e eeuw                                                      |                | Voorstraat 45                              | 51° 59' 40" NB, 5° 5' 31" OL | 37333  | Meer afbeeldingen |
| Huis onder hoog zadeldak, waarin dakvenster met vleugelstukken                                                                                                | Woonhuis                  | 17e-18e eeuw                                                  |                | Voorstraat 49                              | 51° 59' 40" NB, 5° 5' 32" OL | 37334  | Meer afbeeldingen |
| Pand ter breedte van vijf vensters, parterre, verdieping en mezzanino                                                                                         | Woonhuis                  | 18e/19e eeuw                                                  |                | Voorstraat 53                              | 51° 59' 39" NB, 5° 5' 32" OL | 37335  | Pand ter breedte van vijf vensters, parterre, verdieping en mezzanino                                                 |
| Huis met hoog zadeldak | Werk-woonhuis             |                                                               |                | Voorstraat 55                              | 51° 59' 39" NB, 5° 5' 32" OL | 37336  | Huis met hoog zadeldak                                                                                                |
| Huis met zadeldak en eenvoudige gevel onder rechte lijst mezzanino                                                                                            | Werk-woonhuis             | eerste helft 19e eeuw                                         |                | Voorstraat 57                              | 51° 59' 38" NB, 5° 5' 32" OL | 37337  | Huis met zadeldak en eenvoudige gevel onder rechte lijst mezzanino                                                    |
| Pand met schilddak, waarin dakvenster met vleugelstukken | Woonhuis                  | 18e/19e eeuw                                                  |                | Voorstraat 61                              | 51° 59' 38" NB, 5° 5' 32" OL | 37338  | Meer afbeeldingen |
| Huis met mooi schilddak en gepleisterde gevel met muurankers onder lijst                                                                                      | Woonhuis                  | mogelijk 17e eeuw                                             |                | Voorstraat 63                              | 51° 59' 38" NB, 5° 5' 32" OL | 37339  | Huis met mooi schilddak en gepleisterde gevel met muurankers onder lijst                                              |
| Huis met gepleisterde lijstgevel met mezzanino | Werk-woonhuis             | eerste helft 19e eeuw                                         |                | Voorstraat 69                              | 51° 59' 37" NB, 5° 5' 33" OL | 37340  | Meer afbeeldingen |
| Huis met eenvoudige lijstgevel met mezzanino | Werk-woonhuis             | laatste kwart 19e eeuw                                        |                | Voorstraat 71                              | 51° 59' 36" NB, 5° 5' 33" OL | 37341  | Meer afbeeldingen |
| Dwarshuis van parterre en verdieping | Woonhuis                  | eerste helft 19e eeuw                                         |                | Voorstraat 73                              | 51° 59' 36" NB, 5° 5' 33" OL | 37342  | Meer afbeeldingen |
| Pand onder hoog zadeldak, waarin dakvenster met vleugelstukken                                                                                                | Woonhuis                  | mogelijk 18e eeuw                                             |                | Voorstraat 77                              | 51° 59' 36" NB, 5° 5' 33" OL | 37343  | Meer afbeeldingen |
| Monumentaal dwarshuis onder hoog zadeldak met hoekschoorstenen                                                                                                | Woonhuis                  | 18e/19e eeuw                                                  |                | Voorstraat 79                              | 51° 59' 36" NB, 5° 5' 33" OL | 37344  | Monumentaal dwarshuis onder hoog zadeldak met hoekschoorstenen                                                        |
| Huis onder een zadeldak met nr 91 | Werk-woonhuis             |                                                               |                | Voorstraat 89                              | 51° 59' 35" NB, 5° 5' 33" OL | 37345  | Meer afbeeldingen |
| Huis onder een zadeldak met nr | Werk-woonhuis             |                                                               |                | Voorstraat 91                              | 51° 59' 35" NB, 5° 5' 33" OL | 37346  | Meer afbeeldingen |
| Huis onder een hoog zadeldak met het nr 99 | Bijzondere woonvorm       | mogelijk 18e eeuw                                             |                | Voorstraat 97                              | 51° 59' 34" NB, 5° 5' 34" OL | 37347  | Meer afbeeldingen |
| Huis onder een hoog zadeldak met het nr 97 | Woonhuis                  | mogelijk 18e eeuw                                             |                | Voorstraat 99                              | 51° 59' 34" NB, 5° 5' 34" OL | 37348  | Meer afbeeldingen |
| Deftig huis onder zadeldak met twee dakvensters en hoekschoorstenen                                                                                           | Woonhuis                  | 18e eeuw                                                      |                | Voorstraat 113                             | 51° 59' 32" NB, 5° 5' 34" OL | 37349  | Meer afbeeldingen |
| In het pand of op de grens van het erf bevindende stadsmuur(resten)                                                                                           | Omwalling                 |                                                               |                | Voorstraat 115                             | 51° 59' 32" NB, 5° 5' 35" OL | 37350  | Meer afbeeldingen |
| In het pand of op de grens van het erf bevindende stadsmuur(resten)                                                                                           | Omwalling                 |                                                               |                | Voorstraat tegenover 2                     | 51° 59' 46" NB, 5° 5' 30" OL | 37351  | In het pand of op de grens van het erf bevindende stadsmuur(resten)                                                   |
| In het pand of op de grens van het erf bevindende stadsmuur(resten)                                                                                           | Omwalling                 |                                                               |                | Voorstraat tegenover 2                     | 51° 59' 46" NB, 5° 5' 30" OL | 37352  | In het pand of op de grens van het erf bevindende stadsmuur(resten)                                                   |
| Half puntgeveltje, gepleisterd, tegen de poort | Woonhuis                  |                                                               |                | Voorstraat 2                               | 51° 59' 45" NB, 5° 5' 31" OL | 37353  | Meer afbeeldingen |
| In het pand of op de grens van het erf bevindende stadsmuur(resten)                                                                                           | Omwalling                 |                                                               |                | Voorstraat tegenover 2                     | 51° 59' 46" NB, 5° 5' 31" OL | 37354  | In het pand of op de grens van het erf bevindende stadsmuur(resten)                                                   |
| In het pand of op de grens van het erf bevindende stadsmuur(resten)                                                                                           | Omwalling                 |                                                               |                | Voorstraat tegenover 4                     | 51° 59' 46" NB, 5° 5' 31" OL | 37355  | Upload foto |
| Hoekpand met hoog schilddak en gepleisterde lijstgevels | Woonhuis                  | 17e-18e eeuw                                                  |                | Voorstraat 6                               | 51° 59' 45" NB, 5° 5' 31" OL | 37356  | Meer afbeeldingen |
| Huis met gepleisterde lijstgevel | Werk-woonhuis             |                                                               |                | Voorstraat 8                               | 51° 59' 44" NB, 5° 5' 32" OL | 37357  | Huis met gepleisterde lijstgevel                                                                                      |
| Pand met schilddak en lijstgevel met empireramen | Woonhuis                  |                                                               |                | Voorstraat 10                              | 51° 59' 44" NB, 5° 5' 32" OL | 37358  | Pand met schilddak en lijstgevel met empireramen                                                                      |
| Vijf assen breed pand met schilddak | Woonhuis                  | eerste helft 19e eeuw                                         |                | Voorstraat 12                              | 51° 59' 44" NB, 5° 5' 32" OL | 37359  | Meer afbeeldingen |
| Huis met lijstgevel met mezzanino | Werk-woonhuis             | eerste helft 19e eeuw                                         |                | Voorstraat 14                              | 51° 59' 44" NB, 5° 5' 32" OL | 37360  | Meer afbeeldingen |
| Huis met gepleisterde lijstgevel | Werk-woonhuis             | mogelijk 18e eeuw                                             |                | Voorstraat 16                              | 51° 59' 44" NB, 5° 5' 32" OL | 37361  | Meer afbeeldingen |
| Huis met gepleisterde gevel onder rechte lijst | Woonhuis                  | 1614                                                          |                | Voorstraat 18                              | 51° 59' 43" NB, 5° 5' 32" OL | 37362  | Meer afbeeldingen |
| Mooi pand met hoog zadeldak, evenwijdig aan de straatas achter gevel                                                                                          | Woonhuis                  |                                                               |                | Voorstraat 22                              | 51° 59' 43" NB, 5° 5' 33" OL | 37363  | Meer afbeeldingen |
| Huis met lijstgevel met mezzanino | Werk-woonhuis             | eerste helft 19e eeuw                                         |                | Voorstraat 26                              | 51° 59' 43" NB, 5° 5' 33" OL | 37364  | Meer afbeeldingen |
| Geel gepleisterd hoekpand met hoog zadeldak aan de stadhuiszijde een trapgevel met ezelsruggen                                                                | Woonhuis                  |                                                               |                | Voorstraat 28                              | 51° 59' 43" NB, 5° 5' 32" OL | 37365  | Meer afbeeldingen |
| Huis met tot puntgevel gewijzigde trapgevel met gebeeldhouwde bekroning en muurankers                                                                         | Woonhuis                  | 17e/19e eeuw                                                  |                | Voorstraat 62                              | 51° 59' 39" NB, 5° 5' 34" OL | 37366  | Meer afbeeldingen |
| Pand met hoog zadeldak en gepleisterde gevel onder lijst | Woonhuis                  | 18e eeuw                                                      |                | Voorstraat 32                              | 51° 59' 42" NB, 5° 5' 33" OL | 37367  | Meer afbeeldingen |
| Pand onder hoog zadeldak, waarin dakvenster met vleugelstukken                                                                                                | Woonhuis                  | 19e eeuw                                                      |                | Voorstraat 34                              | 51° 59' 41" NB, 5° 5' 33" OL | 37368  | Meer afbeeldingen |
| Huis met hoog zadeldak | Werk-woonhuis             | tweede helft 19e eeuw                                         |                | Voorstraat 36                              | 51° 59' 41" NB, 5° 5' 33" OL | 37369  | Meer afbeeldingen |
| Huis met lijstgevel | Werk-woonhuis             | ca. 1850                                                      |                | Voorstraat 38                              | 51° 59' 41" NB, 5° 5' 34" OL | 37370  | Meer afbeeldingen |
| Huis met gepleisterde lijstgevel | Werk-woonhuis             | eerste helft 19e eeuw                                         |                | Voorstraat 40                              | 51° 59' 41" NB, 5° 5' 34" OL | 37371  | Meer afbeeldingen |
| Huis met gepleisterde lijstgevel | Werk-woonhuis             | 19e eeuw                                                      |                | Voorstraat 50                              | 51° 59' 40" NB, 5° 5' 33" OL | 37372  | Huis met gepleisterde lijstgevel                                                                                      |
| Huis met trapgevel met geblokte ontlastingsbogen, muurankers en granaatappel als topversiering                                                                | Werk-woonhuis             | 17e/19e eeuw                                                  |                | Voorstraat 52                              | 51° 59' 40" NB, 5° 5' 33" OL | 37373  | Meer afbeeldingen |
| Huis met tuitgevel met bekronende ballen | Woonhuis                  | 18e/19e eeuw                                                  |                | Voorstraat 54                              | 51° 59' 40" NB, 5° 5' 33" OL | 37374  | Meer afbeeldingen |
| Huis met monumentale classicistische gevel met tegen de brede middenrisaliet jonische pilasters                                                               | Woonhuis                  | 17e eeuw                                                      |                | Voorstraat 56                              | 51° 59' 39" NB, 5° 5' 34" OL | 37375  | Meer afbeeldingen |
| Brede lijstgevel voor huis met mezzanino en schilddak | Woonhuis                  | eerste helft 19e eeuw                                         |                | Voorstraat 58                              | 51° 59' 39" NB, 5° 5' 34" OL | 37376  | Brede lijstgevel voor huis met mezzanino en schilddak                                                                 |
| Eenvoudige gepleisterde lijstgevel voor huis met schilddak | Woonhuis                  | eerste helft 19e eeuw                                         |                | Voorstraat 60                              | 51° 59' 39" NB, 5° 5' 34" OL | 37377  | Eenvoudige gepleisterde lijstgevel voor huis met schilddak                                                            |
| Hoekpand met afgeknotte trapgevel met klauwstukken. Gecementeerde gevel met schuiframen. Stoep met mooie zijhekken                                            | Werk-woonhuis             | 17e/19e eeuw                                                  |                | Voorstraat 66                              | 51° 59' 38" NB, 5° 5' 34" OL | 37379  | Meer afbeeldingen |
| Hoekpand met eenvoudige lijstgevel | Werk-woonhuis             | derde kwart 19e eeuw                                          |                | Voorstraat 68                              | 51° 59' 38" NB, 5° 5' 34" OL | 37380  | Hoekpand met eenvoudige lijstgevel                                                                                    |
| Huis met lijstgevel met gesneden versieringen | Woonhuis                  | midden 19e eeuw                                               |                | Voorstraat 70                              | 51° 59' 38" NB, 5° 5' 34" OL | 37381  | Huis met lijstgevel met gesneden versieringen                                                                         |
| Huis met zadeldak waarin dakvenster met vleugelstukken en gepleisterde lijstgevel                                                                             | Woonhuis                  | 17e eeuw                                                      |                | Voorstraat 74                              | 51° 59' 37" NB, 5° 5' 34" OL | 37382  | Huis met zadeldak waarin dakvenster met vleugelstukken en gepleisterde lijstgevel                                     |
| Huis met tuitgevel met sierankers en gesneden deurlatei | Woonhuis                  | 18e eeuw                                                      |                | Voorstraat 84                              | 51° 59' 37" NB, 5° 5' 35" OL | 37383  | Meer afbeeldingen |
| Statig pand met hoog schilddak, bekroond door hoekschoorstenen                                                                                                | Woonhuis                  | 18e eeuw                                                      |                | Voorstraat 86                              | 51° 59' 36" NB, 5° 5' 35" OL | 37384  | Meer afbeeldingen |
| Huis met trapgevel met geblokte ontlastingsbogen, toppilaster, sierankers en schuiframen in stijl                                                             | Woonhuis                  |                                                               |                | Voorstraat 88                              | 51° 59' 36" NB, 5° 5' 35" OL | 37385  | Meer afbeeldingen |
| Monumentaal huis onder zadeldak met hoekschoorstenen | Werk-woonhuis             |                                                               |                | Voorstraat 90                              | 51° 59' 36" NB, 5° 5' 35" OL | 37386  | Meer afbeeldingen |
| Huis met eenvoudig lijstgeveltje | Woonhuis                  |                                                               |                | Voorstraat 92                              | 51° 59' 35" NB, 5° 5' 35" OL | 37387  | Huis met eenvoudig lijstgeveltje                                                                                      |
| Toren Ned.Herv.Kerk | Kerk en kerkonderdeel     |                                                               |                | Voorstraat 110                             | 51° 59' 32" NB, 5° 5' 35" OL | 37388  | Meer afbeeldingen |
| Nederlands Hervormde Kerk (Maria ten Hemelopening) | Kerk en kerkonderdeel     |                                                               |                | Voorstraat 110                             | 51° 59' 33" NB, 5° 5' 37" OL | 37389  | Meer afbeeldingen |
| In het pand of op de grens van het erf bevindende stadsmuur(resten)                                                                                           | Fort, vesting en -onderdl |                                                               |                | Voorstraat 110                             | 51° 59' 33" NB, 5° 5' 37" OL | 37390  | In het pand of op de grens van het erf bevindende stadsmuur(resten)                                                   |
| keermuur met gebeeldhouwde gevelsteen, waarop wapen en opschrift                                                                                              | Fort, vesting en -onderdl |                                                               |                | Buitenlandpoort tegenover 1                | 51° 59' 28" NB, 5° 5' 32" OL | 37391  | keermuur met gebeeldhouwde gevelsteen, waarop wapen en opschrift                                                      |
| Lekpoort | Fort, vesting en -onderdl |                                                               |                | Buitenstad 1                               | 51° 59' 46" NB, 5° 5' 30" OL | 37392  | Meer afbeeldingen |
| Hofpoort | Fort, vesting en -onderdl |                                                               |                | Hofpoort einde Hofplein                    | 51° 59' 43" NB, 5° 5' 21" OL | 37393  | Meer afbeeldingen |
| Pomp | Straatmeubilair           |                                                               |                | Hofplein tegenover 25                      | 51° 59' 43" NB, 5° 5' 21" OL | 37394  | Meer afbeeldingen |
| Inrijhek | Erfscheiding              |                                                               |                | Brederodestraat 1                          | 51° 59' 40" NB, 5° 5' 23" OL | 37395  | Meer afbeeldingen |
| Gebeeldhouwde groep van putto-figuurtjes, die een zonnewijzer dragen                                                                                          | Gedenkteken               | midden 17e eeuw                                               |                | Lijnbaan Z.O.                              | 51° 59' 30" NB, 5° 5' 40" OL | 37396  | Meer afbeeldingen |
| Theekoepel | Bijgebouwen kastelen enz. | 19e eeuw                                                      |                | Korte Kerkstraat 3                         | 51° 59' 34" NB, 5° 5' 38" OL | 37397  | Meer afbeeldingen |
| Wallen met overblijfselen van de stadsmuren aan de Zuidzijde van de stad met het watervlak van binnen en buitengracht                                         | Gracht                    |                                                               |                | Vestingwerken aan de zuidzijde van de stad | 51° 59' 36" NB, 5° 5' 18" OL | 37398  | Wallen met overblijfselen van de stadsmuren aan de Zuidzijde van de stad met het watervlak van binnen en buitengracht |
| Gedeelte van het watervlak van de buitengracht | Gracht                    |                                                               |                | Ten noorden van Hofplein                   | 51° 59' 44" NB, 5° 5' 14" OL | 37399  | Gedeelte van het watervlak van de buitengracht                                                                        |
| Watertoren | Nutsbedrijf               | 1909                                                          | Roelof Kuipers | Hofplein 9                                 | 51° 59' 44" NB, 5° 5' 25" OL | 520862 | Meer afbeeldingen |
| Watertoren: Filtergebouw | Nutsbedrijf               | 1909                                                          |                | Hofplein bij 9                             | 51° 59' 44" NB, 5° 5' 25" OL | 520863 | Watertoren: Filtergebouw                                                                                              |
| RK-KERK "Onze Lieve Vrouwe-Hemelvaart" | Kerk en kerkonderdeel     | 1877-1879                                                     | Alfred Tepe    | Brederodestraat 2                          | 51° 59' 40" NB, 5° 5' 26" OL | 520869 | Meer afbeeldingen |
| Bolgerijense brug | Brug                      | 1886                                                          |                | Panoven                                    | 51° 58' 8" NB, 5° 4' 21" OL  | 520870 | Meer afbeeldingen |
| Grafmonument van Jan Blanken | Begraafplaats en -onderdl | 1841                                                          | Nering Bögel   | Sparrendreef                               | 51° 59' 13" NB, 5° 5' 11" OL | 520871 | Meer afbeeldingen |
| Postkantoor | Overheidsgebouw           | 1910                                                          |                | Voorstraat 106                             | 51° 59' 34" NB, 5° 5' 36" OL | 520872 | Meer afbeeldingen |
| Vier woningen (type arbeiderswoning rug aan rug) in Ambachtelijk Traditionele bouwtrant                                                                       | Woonhuis                  | tweede helft 19e eeuw                                         |                | Hofplein 2                                 | 51° 59' 43" NB, 5° 5' 26" OL | 520873 | Meer afbeeldingen |
| Orgel Gereformeerde kerk | Vanwege onderdelen kerk   | 1844                                                          |                | Groenekade 7                               | 51° 58' 59" NB, 5° 4' 48" OL | 526032 | Meer afbeeldingen |